# Văn Bàn (huyện)
Văn Bàn là một huyện miền núi nằm ở phía nam tỉnh Lào Cai, Việt Nam.

## Địa lý
Huyện Văn Bàn nằm ở phía nam của tỉnh Lào Cai, có vị trí địa lý:
- Phía đông giáp huyện Bảo Yên và huyện Văn Yên, tỉnh Yên Bái
- Phía tây giáp huyện Than Uyên và huyện Tân Uyên thuộc tỉnh Lai Châu
- Phía nam giáp huyện Mù Cang Chải, tỉnh Yên Bái
- Phía bắc giáp thị xã Sa Pa và huyện Bảo Thắng.

Huyện Văn Bàn có diện tích 1.435 km². Địa hình phức tạp nằm giữa hai dãy núi lớn là dãy núi Hoàng Liên Sơn ở phía tây Bắc và dãy núi Con Voi ở phía đông nam. Tới 90% diện tích là đồi núi cao (độ cao từ 700 - 1500m, độ dốc trung bình từ 25 - 350, có nơi trên 500). Còn lại 10% là địa hình thung lũng bồn địa ở độ cao từ 400 - 700m. Nơi cao nhất thuộc xã Nậm Chày, cao 2875m; thấp nhất thuộc vùng hạ lưu của suối Chàn, 85m.
Địa hình của Văn Bàn nghiêng dần theo hướng Tây - Tây Bắc xuống hướng Đông - Đông Nam.
Dân số toàn huyện là 89.120 người, gồm 11 dân tộc. Phái nữ chiếm 51,17%, nam chiếm 48,83%. Dân số ở khu vực nông thôn chiếm 90%, ở khu vực thành thị chiếm 10%.

### Khí hậu
Nhiệt độ trung bình trong năm là 22,9 °C. Mùa mưa nhiệt độ trung bình từ 20 - 25 °C, cao nhất vào tháng Bảy (28 - 32 °C). Mùa khô nhiệt độ trung bình từ 10 - 12 °C, thấp nhất vào tháng Một (8 - 12 °C).
Tổng số giờ nắng trung bình hàng năm từ 1.400 đến 1.470 giờ. Số ngày nắng, giờ nắng không đều trong năm. Mùa hè số giờ nắng nhiều tập trung vào tháng 5 (180 - 200 giờ), mùa khô số giờ nắng ít, ít nhất vào tháng 2 (30 - 40 giờ).
Độ ẩm không khí trung bình là 86%, và có sự chênh lệch khá lớn giữa các mùa trong năm, thấp nhất là tháng 12 (65 - 75%), cao nhất là tháng 7 (80 - 90%).
Lượng mưa trung bình trên năm là 1.500 mm tập trung vào tháng Bảy đến tháng Mười, chiếm 70% lượng mưa cả năm.

### Đất
Văn Bàn có 6 nhóm đất chính: đất phù sa sông suối (2,7%), đất đỏ vàng (45,7%), đất mùn vàng đỏ (35,72%), đất mùn alít trên núi cao (13,55%), đất đỏ vàng biến đổi do trồng lúa nước (1,8%) và đất xói mòn trơ sỏi đá chiếm diện tích không đáng kể.

### Nước
Văn Bàn có hệ thống sông ngòi khá dày, bình quân từ 1 - 1,75 km/km², gồm sông Hồng và các suối chính như: Ngòi Nhù, Nậm Tha, Ngòi Chàn. Bao gồm nước mặt và nước ngầm, trữ lượng nước lớn, phong phú, nguồn nước treo cao dễ khai thác sử dụng.

### Rừng
Rừng chiếm trên 57% tổng diện tích tự nhiên toàn huyện. Ước tính rừng Văn Bàn có khoảng 12 triệu m³ gỗ với cây tre, nứa, vầu các loại. Khu Bảo tồn thiên nhiên Hoàng liên - huyện Văn Bàn động vật rừng còn tương đối phong phú.

### Khoáng sản
Gồm: Fenspat ở Thị trấn Khánh Yên, xã Làng Giàng; sắt ở xã Sơn Thủy, xã Võ Lao, Thẩm Dương; vàng ở xã Minh Lương, Thẩm Dương. Ngoài ra trong huyện còn nơi khai thác đá vôi; cát...

## Hành chính
Huyện Văn Bàn có 22 đơn vị hành chính cấp xã trực thuộc, bao gồm thị trấn Khánh Yên (huyện lỵ) và 21 xã: Chiềng Ken, Dần Thàng, Dương Quỳ, Hòa Mạc, Khánh Yên Hạ, Khánh Yên Thượng, Khánh Yên Trung, Làng Giàng, Liêm Phú, Minh Lương, Nậm Chày, Nậm Mả, Nậm Dạng, Nậm Tha, Nậm Xây, Nậm Xé, Sơn Thủy, Tân An, Tân Thượng, Thẩm Dương, Võ Lao.

## Lịch sử
Vào cuối thời nhà Lê trung hưng đến đầu thời nhà Nguyễn, huyện Văn Bàn là đất châu Văn Bàn thuộc phủ Quy Hóa trấn Hưng Hóa. Vào thời này, châu Văn Bàn gồm có 10 đơn vị cấp làng xã là: các động Văn Bàn (nay là các xã Kim Sơn, Cam Cọn của huyện Bảo Yên), Xuân Giao (nay là các xã Xuân Giao, Sơn Hải và thị trấn Tằng Loỏng của huyện Bảo Thắng), Khánh An (nay là các xã Khánh Yên Hạ, Khánh Yên Thượng), Kháo Bản (nay là các xã Lang Thíp, Lâm Giang của huyện Văn Yên), Vũ Lao (Võ Lao), Châu Quế (nay là Châu Quế Thượng, Châu Quế Hạ huyện Văn Yên), Kế Dương, các trại Ngòi Thẩm, Khánh An (sau gọi là đồn Trấn Hà, rồi là Bảo Hà), và xã Phú Nhuận thuộc động Văn Bàn (nay là các xã Phú Nhuận, Sơn Hà của huyện Bảo Thắng).
Ngày 16 tháng 12 năm 1964, tách 3 xã: Bảo Hà, Kim Sơn và Cam Cọn thuộc huyện Văn Bàn để thành lập huyện Bảo Yên; tách 6 xã: Phong Dụ, Đông An, Lâm Giang, Làng Thíp, Châu Quế Hạ và Châu Quế Thượng của huyện Văn Bàn để thành lập huyện Văn Yên.
Sau năm 1975, huyện Văn Bàn thuộc tỉnh Hoàng Liên Sơn, bao gồm 18 xã: Chiềng Ken, Dần Thàng, Dương Quỳ, Hòa Mạc, Khánh Yên Hạ, Khánh Yên Thượng, Làng Giàng, Minh Lương, Nậm Chày, Nậm Mả, Nậm Dạng, Nậm Tha, Nậm Xây, Nậm Xé, Sơn Thủy, Tân An, Tân Thượng và Võ Lao.
Ngày 12 tháng 2 năm 1987, Hội đồng bộ trưởng ban hành Quyết định 15-HĐBT. Theo đó: 
- Chia xã Dần Thàng thành 2 xã: Dần Thàng và Thẩm Dương
- Chia xã Khánh Yên Hạ thành 2 xã: Khánh Yên Trung và Khánh Yên Hạ
- Chia xã Chiềng Ken thành 2 xã: Chiềng Ken và Liêm Phú
- Chia xã Võ Lao thành 2 xã: Võ Lao và Văn Sơn.

Tháng 10 năm 1989, thành lập thị trấn Khánh Yên (thị trấn huyện lỵ huyện Văn Bàn) trên cơ sở điều chỉnh một phần diện tích và dân số của xã Khánh Yên Thượng.
Ngày 12 tháng 8 năm 1991, tái lập tỉnh Lào Cai từ tỉnh Hoàng Liên Sơn cũ, huyện Văn Bàn thuộc tỉnh Lào Cai.
Ngày 1 tháng 3 năm 2020, sáp nhập xã Văn Sơn trở lại xã Võ Lao.
Huyện Văn Bàn có 1 thị trấn và 21 xã như hiện nay.

## Di tích
- Đền Cô ở xã Tân An thờ bà Nguyễn Hoàng Ba Xa có công trong dẹp giặc ngoại xâm thời Cảnh Hưng (1740-1786).
- Đền Ken ở xã Chiềng Ken thờ Nguyễn Hoàng Long cùng các thuộc hạ đã có công đánh giặc, giữ an ninh vùng biên giới và khai hoang.
- Khu căn cứ du kích Pú Gia Lan ở xã Khánh Yên Thượng.
- Chiến thắng Đồn Coóc thị trấn Khánh Yên
- Khu căn cứ cách mạng Nà Chuồng ở xã Thẩm Dương.

## Giao thông
Có quốc lộ 279 và đường cao tốc Nội Bài – Lào Cai đi qua.